# 자기 유체 역학
자기 유체 역학(Magnetohydrodynamics, 줄여서 MHD, 또는 magneto fluid dynamics, hydromagnetics)은 전기적 성질을 갖는 유체들의 움직임을 연구하는 학문의한 분야이다. 예를 들면, 그러한 유체에는 플라즈마, 액체 금속, 소금물, 전해질 등이 있다. 자기 유체 역학이라는 용어는 자기장(magnetic field)을 의미하는 자기(magneto-), 액체(liquid)를 의미하는 유체(hydro-), 그리고 움직임을 의미하는 역학(-dynamics)에서 유래되었다. MHD분야는 한네스 알벤에 의해 시작되었다.
MHD의 근본적인 개념은 자기장이 전기적 성질을 가진 움직이는 유체에 전기적인 흐름을 유도할 수 있다는 것이다. MHD를 기술하는 방정식들은 유체 역학의 나비에-스톡스 방정식과 전자기학의 맥스웰 방정식의 조합이다. 이 미분 방정식들은 수치해석을 이용한 방법이나 시물레이션을 이용해서 계산된다.
자기유체역학은 플라즈마 가둠, 핵발전소에서의 액체금속의 냉각과 같은 공학적 문제들과 관련이 있다. 자기유체역학적 운전이나 자기유체역학 추진은 오로지 움직이는 부분없이 오로지 자기장과 전기장에 의해서만 추진되는 항양선에 사용된다. 그 원리는 반대편에서 탈 것을 밀어주는 자기장을 조종할 수 있게 하는 압축가스의 전화(電化)를 포함한다. 약간의 모형이 존재함에도 여전히 자기유체역학 운전은 비실용적이다.

## 같이 보기
- 자성 유체
- MHD 발전
- 용융염